# Ruby Jerins
Ruby Jerins (* 10. April 1998 in New York City) ist eine US-amerikanische Schauspielerin.

## Leben und Karriere
Seit 2001, als sie ihren ersten Auftritt in dem Film The Wedding hatte, spielte sie in einigen Fernsehproduktionen und -serien mit. So war sie von 2006 bis 2007 an fünf Folgen der Serie Jung und Leidenschaftlich – Wie das Leben so spielt und zwölf Folgen der Serie Six Degrees beteiligt. Einen Auftritt hatte sie auch in der Krimiserie Law & Order. Seit 2009 spielte sie die Rolle der Grace Peyton in der Fernsehserie Nurse Jackie, die 2015 mit dem Ende der siebten Staffel eingestellt wurde. In dem im März 2010 erschienenen Drama Remember Me – Lebe den Augenblick spielt sie Tyler Hawkins’ (Robert Pattinson) kleine Schwester Caroline.
Neben ihrer Karriere als Schauspielerin ließ sich Jerins auch für einige Coverfotos und Werbungen, unter anderem für Harley-Davidson und Walmart, ablichten.
Ihre jüngere Schwester ist die Schauspielerin Sterling Jerins.

## Filmografie (Auswahl)
- 2001: The Wedding
- 2006–2007: Jung und Leidenschaftlich – Wie das Leben so spielt (As the World Turns, Fernsehserie, 5 Episoden)
- 2006–2007: Six Degrees (Fernsehserie, 11 Episoden)
- 2008: Law & Order (Fernsehserie, Episode 19x04)
- 2009: Taking Chance
- 2009–2015: Nurse Jackie (Fernsehserie, 79 Episoden)
- 2010: Shutter Island
- 2010: Law & Order: Special Victims Unit (Fernsehserie, Episode 12x02)
- 2010: Remember Me – Lebe den Augenblick (Remember Me)
- 2015: Louder Than Bombs
- 2016: Charlie Keats (Kurzfilm)
- 2021: Grace Gaustad BLKBX (Kurzfilm)
- 2023: The Self Tape (Kurzfilm)